# Eleccions generals de Singapur de 2011
El 7 de maig de 2011 es van celebrar eleccions generals a Singapur. El president S. R. Nathan va dissoldre el Parlament el 19 d'abril de 2011 a petició del primer ministre Lee Hsien Loong. El vot és obligatori a Singapur i es basa en el sistema first-past-the-post. El dia de la nominació es va celebrar el 27 d'abril de 2011, i per segona elecció consecutiva, el Partit d'Acció Popular (PAP) no va tornar al poder oficialment en aquell dia, sinó en el dia de la votació. Aquestes eleccions generals es van celebrar en vint-i-set circumscripcions electorals —tres més que en les eleccions anteriors— i només s'hi disputaven entre dos partits excepte en la circumscripció de Punggol Est que fou la primera i única lluita de tres bandes des de 2001, abans que augmentés a una lluita de quatre cantonades en una elecció parcial celebrada dos anys després.
Les eleccions van ser descrites com a «eleccions decisives» en diverses formes per diversos partits. El PAP, en el poder, va recordar als votants que les eleccions determinaran «la pròxima generació de líders de Singapur». El Partit dels Treballadors la va qualificar d'«elecció decisiva» tant per a Singapur com per a l'oposició, ja que era la primera vegada en dues dècades que els dos únics diputats de l'oposició en actiu sortien dels seus respectius feus i es presentaven a les eleccions en circumscripcions electorals que hi estaven en joc més d'un escó, amb el risc que no hi hagués «cap diputat de l'oposició elegit». Això va ocórrer a pesar que les eleccions van tenir la proporció més gran d'escons disputats des de la independència, amb 82 de 87 escons disputats (o el 94,3%). El 2011 va ser l'any en què es va registrar el major nombre d'escons disputats des de la independència; el segon va ser en 1972, quan es va disputar el 87,7% dels escons (o 57 de 65 escons). Va suposar les primeres conteses electorals en Bishan-Toa Payoh (des de 1991) i Holland-Bukit Timah, i també va significar que Tanjong Pagar fos l'única circumscripció que va romandre sense oposició des de la seva formació en 1991.
Els resultats finals van reflectir un canvi del 6,46% en contra del PAP respecte a les eleccions de 2006, fins al 60,14%, el seu percentatge més baix des de la independència. Encara que el PAP va complir amb la majoria de les expectatives en arribar al poder i reclamar més de dos terços dels escons parlamentaris, guanyant 81 dels 87 escons, va perdre la circumscripció electoral plurinominal d'Aljunied en favor del Partit dels Treballadors de Singapur, la qual cosa va suposar una fita històrica en ser guanyada per un partit de l'oposició. Incloent la circumscripció uninominal d'Hougang, el Partit dels Treballadors va acabar amb sis escons en el Parlament, el millor resultat parlamentari de l'oposició des de la independència.
Com es van elegir sis diputats de l'oposició, només es van oferir tres escons de diputat no constituent —permet atorgar escons als partits opositors encara que hagin perdut les eleccions—, un a Lina Chiam del Partit Popular de Singapur i els altres dos a Yee Jenn Jong i Gerald Giam del Partit dels Treballadors. Tots aquests oferiments van ser acceptats, la qual cosa va donar com a resultat un total de nou diputats de l'oposició després de les eleccions.
Aquestes eleccions van marcar la primera vegada que el total de la població amb dret a vot en els escons en disputa, així com la participació dels votants, va superar els 2 milions de persones. A més, amb el 94,05% del total dels votants (en 82 escons) veient les conteses en les seves circumscripcions, aquestes van ser les eleccions «més actives» de la història de Singapur entre 1968 i 2011. També van ser les últimes eleccions en les quals es va produir un walkover, ja que en les següents es van disputar totes les circumscripcions per primera vegada des de 1963.